# أويي بلاج
أويي بلاج (بالفرنسية: Oye-Plage)‏ هي بلدية تقع في إقليم باد كاليه من منطقة نور با دو كاليه في شمال فرنسا. تبلغ مساحة هذه المدينة 33.86 (كم²)، وترتفع عن سطح البحر 4 م، يبلغ عدد سكانها 5844 نسمة حسب إحصاء المعهد الوطني للإحصاء والدراسات الاقتصادية سنة 2009 م. وترأس Olivier Majewicz البلدية خلال فترة (2008-2014).